# Colchicum figlalii
Colchicum figlalii är en tidlöseväxtart som först beskrevs av Varol, och fick sitt nu gällande namn av Gerald Parolly och Eren. Colchicum figlalii ingår i släktet tidlösor, och familjen tidlöseväxter. Inga underarter finns listade i Catalogue of Life.

## Bildgalleri

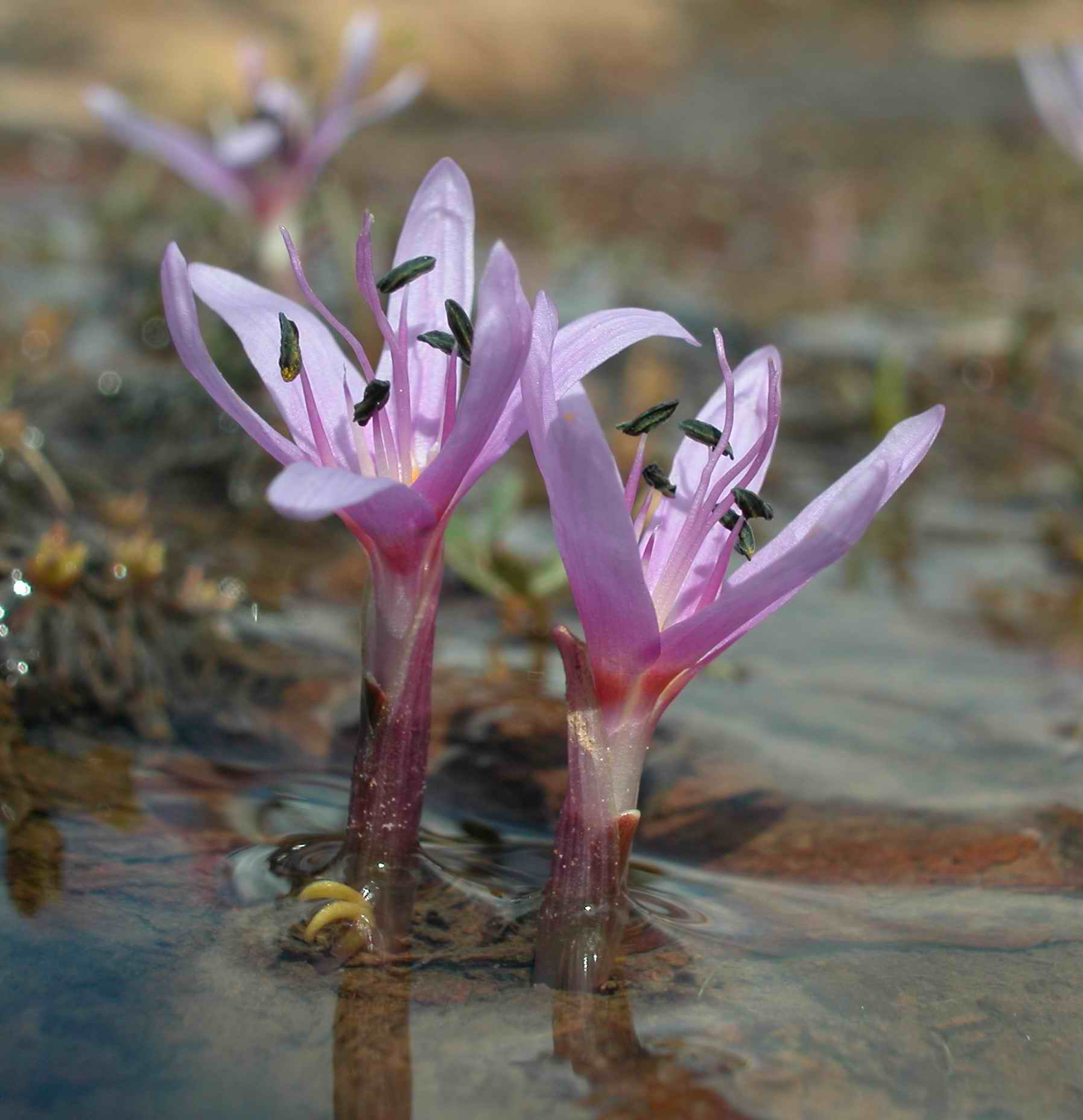